# Phrynarachne katoi
Phrynarachne katoi är en spindelart som beskrevs av Yasunosuke Chikuni 1955. Phrynarachne katoi ingår i släktet Phrynarachne och familjen krabbspindlar. Inga underarter finns listade i Catalogue of Life.